# Миладиновци (област Добрич)
Вижте пояснителната страница за други значения на Миладиновци.
Миладиновци е село в Североизточна България. То се намира в община Добричка, област Добрич.

## Население
Преброяване на населението през 2011 г.
Численост и дял на етническите групи според преброяването на населението през 2011 г.:
|                     | Численост | Дял (в %) |
| Общо                | 121       | 100,00    |
| Българи             | 117       | 96,69     |
| Турци               | 0         | 0,00      |
| Цигани              | 0         | 0         |
| Други               | 3         | 2,47      |
| Не се самоопределят | 0         | 0,00      |
| Неотговорили        | 0         | 0,00      |

## Редовни събития
- Събор на 6 май (Гергьовден)
- Редовно се отбелязва народния празник Трифон Зарезан.